# Cortenuova
Cortenuova – miejscowość i gmina we Włoszech, w regionie Lombardia, w prowincji Bergamo.
Według danych na styczeń 2009 gminę zamieszkiwało 1928 osób przy gęstości zaludnienia 271,5 os./1 km².
Miejsce zwycięskiej bitwy cesarza Fryderyka II z wojskami Ligi Lombardzkiej stoczonej 27 listopada 1237.